# فهرست ابرنواخترها
این فهرستی ناکامل از ابرنواخترهاست. امروزه برنامه‌های خودکار جستجو صدها ابرنواختر در فاصلهٔ میلیون‌ها سال نوری کشف می‌کنند. این فهرست شامل ابرنواخترهایی است که یا اهمیتی تاریخی دارند و یا رویدادهای منفردی هستند که در مقاله‌های علمی‌ای استفاده شده‌اند که در ایجاد نظریهٔ ابرنواخترها تأثیرگذار بوده‌اند.

## فهرست
در بیش‌تر مدخل‌ها، سالی که ابرنواختر دیده شده است، بخشی از نامگزینی است (ستون نخست).
| نامگزینی ابرنواختر (سال) | صورت‌فلکی   | قدر ظاهری | فاصله (سال نوری)         | نوع               | کهکشان                                                                          | توضیحات |
| ------------------------ | ---------- | --------- | ------------------------ | ----------------- | ------------------------------------------------------------------------------- | --- |
| اس‌ان ۱۸۵                 | ‍ قنطورس     | ۶- (؟)    | ۹،۱۰۰                    | Ia (؟)            | راه شیری                                                                        | قدیمی‌ترین ابرنواختر ثبت شده در تاریخ. |
| اس‌ان ۳۸۶                 | قوس        | ۱/۵+      | ۱۴،۷۰۰                   | II                | راه شیری                                                                        | باقی‌ماندهٔ این ابرنواختر به احتمال زیاد G11.2-0.3 است. |
| اس‌ان ۳۹۳                 | کژدم       | ۰۰        | ۳۴،۰۰۰                   |                   | راه شیری                                                                        | |
| اس‌ان ۱۰۰۶                | گرگ        | ۷/۵-      | ۷،۲۰۰                    | Ia                | راه شیری                                                                        | در بسیاری از مکان‌های زمین دیده شد. از نظر قدر ظاهری درخشان‌ترین رویداد ستاره‌ای ثبت شده در تاریخ است. |
| اس‌ان ۱۰۵۴                | ثور        | ۶-        | ۶،۵۰۰                    | II                | راه شیری                                                                        | باقی‌مانده‌اش سحابی خرچنگ با تپ‌اخترش است. (ستارهٔ نوترونی) |
| اس‌ان ۱۱۸۱                | ذات‌الکرسی  | ۰         | ۸،۵۰۰                    |                   | راه شیری                                                                        | |
| اس‌ان ۱۵۷۲                | ذات‌الکرسی  | ۴-        | ۸،۰۰۰                    | Ia                | راه شیری                                                                        | نواختر تیکو |
| اس‌ان ۱۶۰۴                | مارافسای   | ۳-        | ۱۴،۰۰۰                   | Ia                | راه شیری                                                                        | ستارهٔ کپلر. این تازه‌ترین ابرنواختری است که در کهکشان خودمان (راه‌شیری) دیده شده است. |
| ذات‌الکرسی آ کا ۱۶۸۰      | ذات‌الکرسی  | ۵+        | ۹،۰۰۰                    | IIb               | راه شیری                                                                        | به نظر می‌رسد به دلیل وجود غبار میان‌ستاره‌ای هیچ‌وقت آشکارا دیده نشد؛ اما باقی‌مانده‌اش، ذات‌الکرسی آ، درخشان‌ترین منبع رادیویی بیرون از منظومه خورشیدی در آسمان است. |
| اس‌ان‌ار G1.9+0.3 کا ۱۸۶۸  | قوس        |           | ۲۵،۰۰۰                   |                   | راه شیری                                                                        | در ستا ۱۹۸۵ میلادی و پس از مرگش کشف شد؛ سنش در سال ۲۰۰۸ تعیین شد. |
| اس‌ان ۱۸۸۵ آ              | آندرومدا   | ۷+        | ۲،۴۰۰،۰۰۰                | Ipec              | کهکشان آندرومدا                                                                 | نخستین رصدِ یک ابرنواخترِ فراکهکشانی |
| اس‌ان ۱۸۹۵ بی             | ‍ قنطورس     | ۸/۰+      | ۱۰،۹۰۰،۰۰۰               |                   | ان‌جی‌سی ۵۲۵۳                                                                     | |
| اس‌ان ۱۹۳۷سی              | تازی‌ها     | ۸/۴+      | ۱۳,۰۰۰,۰۰۰               | Ia                | آی‌سی ۴۱۸۲                                                                       | |
| اس‌ان ۱۹۴۰بی              | گیسو       | ۱۲/۸+     | ۳۸,۰۰۰,۰۰۰               | II-P              | ان‌جی‌سی ۴۷۲۵                                                                     | |
| اس‌ان ۱۹۶۱وی              | برساوش     | ۱۲/۵+     | ۳۰,۰۰۰,۰۰۰               | II؟               | ان‌جی‌سی ۱۰۵۸                                                                     | یک شبه ابرنواختر بالقوه |
| اس‌ان ۱۹۷۲ای              | ‍ قنطورس     | ۸/۷+      | ۱۰،۹۰۰،۰۰۰               | Ia                | ان‌جی‌سی ۵۲۵۳                                                                     | بیش از یکسال پیگری شد و به نخستین نمونه از ابرنواخترهای نوع یکم ای تبدیل شد |
| اس‌ان ۱۹۸۳ان              | مار باریک  | ۱۱/۸+     | ۱۵،۰۰۰،۰۰۰               | Ib                | مسیه ۸۳                                                                         | نخستین رصد یک ابرنواختر نوع یکم بی |
| اس‌ان ۱۹۸۶جی              | آندرومدا   | ۱۸/۴+     | ۳۰،۰۰۰،۰۰۰               | IIn               | ان‌جی‌سی ۸۹۱                                                                      | در محدوده بسامدی رادیویی درخشان است |
| اس‌ان ۱۹۸۷ای              | ماهی زرین  | ۲/۹+      | ۱۶۰،۰۰۰                  | IIpec             | ابر ماژلانی بزرگ                                                                | تابش شدیدی در چهارم اسفند ۱۳۶۵ خورشیدی، ساعت ۷:۳۵:۳۵ زمان جهانی (UT) به زمین رسید. به خاطر عکس‌های آرشیوی از یک ستارهٔ پیشگام و ردیابی نوترینوهای ابرنواختری قابل توجه است. تازه‌ترین ابرنواختر در گروه محلی. |
| اس‌ان ۱۹۹۳جِی              | خرس بزرگ   | ۱۰/۸+     | ۱۱،۰۰۰،۰۰۰               | IIb               | مسیه ۸۱                                                                         | یکی از پرنورترین ابرنواخترها در آسمان نیمکرهٔ شمالی از سال ۱۳۳۳ خورشیدی. |
| اس‌ان ۱۹۹۴دی              | سنبله      | ۱۵/۲+     | ۵۰،۰۰۰،۰۰۰               | Ia                | ان‌جی‌سی ۴۵۲۶                                                                     | |
| اس‌ان ۱۹۹۸ بی‌دبلیو        | تلسکوپ     | ؟         | ۱۴۰،۰۰۰،۰۰۰              | Ic                | ای‌اس‌او ۱۸۴-جی۸۲                                                                 | مرتبط با جی‌آربی ۹۸۰۴۲۵. این نخستین‌بار بود که یک انفجار پرتوی گاما (جی‌آربی) به یک ابرنواختر مرتبط می‌شد. |
| اس‌ان ۲۰۰۲ بی‌جِی           | گرگ        | ۱۴/۷+     | ۱۶۰،۰۰۰،۰۰۰              | .Ia               | ان‌جی‌سی ۱۸۲۱                                                                     | یک فوران از گونهٔ اِی‌ام سگانِ تازی |
| اس‌ان ۲۰۰۳ اف‌جی           | گاوران     |           | ۴،۰۰۰،۰۰۰،۰۰۰            | Ia                | یک کهکشان ناشناس                                                                | به اسم «ابرنواختر شامپاینی» هم شناخته می‌شود. |
| اس‌ان ۲۰۰۴ دی‌جِی           | زرافه      |           | ۸،۰۰۰،۰۰۰                | Ia (SAB)          | ان‌جی‌سی ۲۴۰۳                                                                     | ان‌جی‌سی ۲۴۰۳ یک عضو دورافتاده از گروه‌ام ۸۱ است. |
| اس‌ان ۲۰۰۵اِی‌پی            | گیسو       |           | ۴،۷۰۰،۰۰۰،۰۰۰            | II                | ؟                                                                               | به عنوان پرنورترین ابرنواختر تا سال ۱۳۸۶ خورشیدی اعلام شد. |
| اس‌ان ۲۰۰۵ جی‌جِی           | نهنگ       |           | ۸۶۵،۰۰۰،۰۰۰              | Ia/II-n           | ؟                                                                               | به این دلیل که هم ویژگی‌های نوع یکم اِی و هم نوع دوم ان را دارد، قابل توجه است. |
| اس‌آن ۲۰۰۵جی‌ال            | ماهی       | ۱۶/۵+     | ۲۰۰،۰۰۰،۰۰۰              | II-n              | ان‌جی‌سی ۲۶۶                                                                      | ستاره در تصویرهای قدیمی پیدا می‌شد. |
| اس‌ان ۲۰۰۶جی‌وای           | برساوش     | ۱۵+       | ۲۴۰،۰۰۰،۰۰۰              | IIn (*)           | ان‌جی‌سی ۱۲۶۰                                                                     | ناسا آن را رصد کرد و اوجی بیش‌تر از ۷۰ روز داشت. * احتمال دارد که گونه‌ای جدید باشد. |
| اس‌ان ۲۰۰۷ بی‌آی           | سنبله      | ۱۸/۳+     |                          | Ic؟               | کهکشان کوتوله‌ای ناشناس                                                          | به‌شدت نورانی بود و مدت‌ها درخشید. نخستین رصد خوبی بود که با مدل ابرنواخترِ ناپایداریِ جفت همخوانی داشت. این ستاره گواهی بود برای وجود ستاره‌هایی با جِرمِ آغازینِ بزرگ‌تر از ۱۴۰ برابر جرم خورشیدی (حتا بهتر از اس‌ان ۲۰۰۶ جی‌وای بود). تخمین زده می‌شود که جرم پیشگام این ستاره ۲۰۰ برابر جرم خورشید و مشابه نخستین ستاره‌های جهان ابتدایی باشد. |
| اس‌ان ۲۰۰۷ یووای          | سیاه‌گوش    | ۱۶/۸+     | ۸۴٫۰۰۰٫۰۰۰               | Ibc               | ان‌جی‌سی ۲۷۷۰                                                                     | پیدا شدن اس‌ان ۲۰۰۸دی بر آن سایه افکند. |
| اس‌ان ۲۰۰۸دی              | سیاه‌گوش    |           | ۸۸٫۰۰۰٫۰۰۰               | Ibc               | ان‌جی‌سی ۲۷۷۰                                                                     | نخستین ابرنواختری که به هنگام انفجار رصد شد. |
| MENeaC Abell399.3.14.0   | حمل        | ۲۸/۷+     | ۱٫۰۰۰٫۰۰۰٫۰۰۰ (z=۰/۰۶۱۳) | Ia                | یک خوشهٔ کروی ناشناس که به یک کهکشانِ بیضویِ سرخِ ناشناس در خوشهٔ آبل ۳۹۹ مرتبط بود. | در سال ۱۳۸۸ خورشیدی مشاهده شد و ابرنواختری بود که با یک خوشهٔ کروی مرتبط بود. |
| اس‌ان ۲۰۰۹آی‌پی            | ماهی جنوبی |           | ۶۶٫۰۰۰٫۰۰۰               | IIn               | ان‌جی‌سی ۷۲۵۹                                                                     | در سال ۱۳۸۸ خورشیدی به عنوان ابرنواختر دسته‌بندی شد. بعد به عنوان متغیر آبی درخشان (ال‌بی‌وی) دوباره دسته‌بندی شد. در شهریور ۱۳۹۱ خورشیدی به عنوان یک تبرنواختر نوع دوم اِن طبقه‌بندی شد. |
| اس‌ان ۲۰۱۰ال‌تی            | زرافه      | ۱۷/۰+     | ۲۴۰٫۰۰۰٫۰۰۰              | Ia (sub-luminous) | یوجی‌سی ۳۳۷۸                                                                     | دختری ۱۰ ساله آن را کشف کرد، جوان‌ترین کسی که تابه‌حال یک ابرنواختر کشف کرده است. |
| اس‌ان ۲۰۱۱اف‌ای            | خرس بزرگ   | ۱۰/۰+     | ۲۱٫۰۰۰٫۰۰۰               | Ia                | ام ۱۰۱                                                                          | یکی از معدودترین ابرنواخترهای فراکهکشانی که با یک دوربین دوچشمی ۵۰ میلی‌متری هم قابل مشاهده بود. |
| اس‌ان ۲۰۱۴جِی              | خرس بزرگ   | ۱۰/۵+     | ۱۱٫۵۰۰٫۰۰۰               | Ia                | ام ۸۲                                                                           | نزدیک‌ترین ابرنواختر از زمان اس‌ان ۲۰۰۴دی‌جِی در ان‌جی‌سی ۲۴۰۳. |
| ASASSN-15lh اس‌ان ۲۰۱۵ای  | هندی       | ۱۶/۹+     | ۳٫۸۰۰٫۰۰۰٫۰۰۰            | Ic                | APMUKS(BJ) B215839.70−615403.9                                                  | درخشان‌ترین فرانواختری که تابه‌حال مشاهده شده است. |
| IPTF14hls                | خرس بزرگ   | ۱۷/۷+     | ۵۰۹٫۰۰۰٫۰۰۰              | ناشناس            | کهکشان کوتوله (؟)                                                               | ابرنواختری غیرعادی |

1. ↑  Colgate, Stirling A. (1982).  Rees, Martin J.; Stoneham, Ray J. (eds.). "Automated Supernova Search". Supernovae: A Survey of Current Research. NATO Advanced Study Institutes Series (به انگلیسی). Springer Netherlands: 319–323. doi:10.1007/978-94-009-7876-8_19. ISBN 9789400978768.
2. ↑  «ASAS-SN's Homepage». www.astronomy.ohio-state.edu. دریافت‌شده در ۲۰۱۹-۰۲-۰۳.
3. ↑  تخمین‌های جدید دامنهٔ گسترده‌ای دارند. برای اطلاعات بیشتر به اس‌ان ۱۸۵ نگاهی بیندازید.
4. ↑  Ksenofontov, L. T.; Berezhko, E. G.; Völk, H. J. (2005-04-01). "Magnetic field amplification in Tycho and other shell-type supernova remnants". Astronomy & Astrophysics (به انگلیسی). 433 (1): 229–240. doi:10.1051/0004-6361:20042015. ISSN 0004-6361.
5. ↑  SEDS. "Supernova 386".
6. ↑  National Radio Astronomy Observatory (NRAO). "The Supernova of 386 AD". Archived from the original on 6 October 2018. Retrieved 3 February 2019.
7. ↑  Winkler, P. Frank; Gupta, Gaurav; Long, Knox S. (2003). "The SN 1006 Remnant: Optical Proper Motions, Deep Imaging, Distance, and Brightness at Maximum". The Astrophysical Journal. 585 (1): 324–335. arXiv:astro-ph/0208415. Bibcode:2003ApJ...585..324W. doi:10.1086/345985.
8. ↑  "Astronomers Peg Brightness of History's Brightest Star" (Press release). National Optical Astronomy Observatory. 2003-03-05. Archived from the original on 2 April 2003. Retrieved 2009-01-12.
9. 1 2  «List of Supernovae». www.cbat.eps.harvard.edu. دریافت‌شده در ۲۰۱۹-۰۲-۰۴.
10. 1 2  Ardeberg, A.; de Groot, M. (1973). "The 1972 supernova in NGC 5253. Photometric results from the first observing season". Astronomy & Astrophysics. 28: 295–304. Bibcode:1973A&A....28..295A.
11. ↑  Sanders, Robert. "Rapid supernova could be new class of exploding star". UC Newsroom. University of California, Berkeley. Archived from the original on 2011-06-13. Retrieved 2009-11-06.
12. ↑  David Bishop. "Supernova 2005gl in NGC 266". Rochester Academy of Science. Retrieved 26 August 2012.
13. ↑  Science Daily, "Superbright Supernova Is First of Its Kind", 5 December 2009 (accessed 2009-12-15)
14. ↑  Melissa L. Graham; David J. Sand; Dennis Zaritsky; Chris J. Pritchet (13 May 2015). "Confirmation of Hostless Type Ia Supernovae Using Hubble Space Telescope Imaging". The Astrophysical Journal. 807: 83. arXiv:1505.03407. Bibcode:2015ApJ...807...83G. doi:10.1088/0004-637X/807/1/83.
15. ↑  Robert Sanders (4 June 2015). "Exiled stars explode far from home". UC Berkeley News Center.
16. ↑  "Supernova impostor explodes for real". www.newscientist.com. Retrieved November 29, 2017.
17. ↑  "Supernova 2009ip in NGC 7259". www.rochesterastronomy.org. Archived from the original on 11 September 2016. Retrieved November 29, 2017.